# Doratodon
Doratodon là một chi crocodylomorpha đã tuyệt chủng từng được cho là khủng long.

## Loài
Loài điển hình là D. carcharidens sống vào thời kỳ Creta muộn tại Úc, loài thứ hai là D. ibericus tại Tây Ban Nha.